# Блэк-Рейндж (хребет, Нью-Мексико)
Блэк-Рейндж (англ. Black Range), также называемый Горы Дьявола (англ. Devil's Mountains, исп. Sierra Diablo) — горный массив, протянувшийся с севера на юг в округах Сьерра, Грант и Катрон на юго-западе Нью-Мексико, США.

## География
Центральная часть хребта образует западную и восточную границы округов Сьерра и Грант. Диапазон составляет около 88 км (55 миль) в длину с севера на юг и до 29 км (18 миль) в ширину. Самая высокая точка — гора Мак-Найт (3098 м). Блэк-Рейндж почти полностью находится в Национальном лесу Хила. Истоки реки Мимбрес образуются вследствие таяния снегов на вершинах Блэк-Рейндж. Горы Мимбрес являются самой южная частью Блэк-Рейндж.
Добраться до горного массива можно по государственной дороге Нью-Мексико 152 (NM 152), двигаясь с востока на запад по пути из Кингстона в Сан-Лоренсо. NM 152 пересекает хребет на перевале Эмори на высоте 2508 метров (8 228 футов). От перевала проложен пешеходный маршрут, который проходит по всей длине гор вдоль центрального хребта. Рядом с перевалом располагаются несколько кемпингов. За исключением районов вдоль NM 152, большая часть ареала труднопроходима и почти не освоена.
Пустыня Альдо Леопольда тянется вдоль гребня Блэк-Рейндж к северу от NM 152.

## История
Южная часть Блэк-Рейндж, также известная как горы Мимбрес, была занята народом мимбрес, чья культура достигла своего расцвета около 1000 г. н. э. и закончилась около 1150 г. н. э. Самый известный памятник этой культуры — Скальные жилища в долине Хила.
Серебро было обнаружено в этом районе в конце 1870-х годов, сначала в 1876 году в Лейк-Вэлли, а затем в 1879 году в Хлорайде. Серебряная лихорадка, не стихавшая до конца XIX века, привела к возникновению большого количества рудников и интенсивной миграции старателей в Блэк-Рейндж.
18 сентября 1879 года солдаты-буффало, прикреплённые к роте B и роте E Девятого полка кавалерии США, попали в засаду Викторио, вождя апачей, в одном из каньонов Блэк-Рейндж, впоследствии получившим название Каньона Резни (англ. Massacre Canyon).